# Potamilus
Potamilus é um género de bivalve da família Unionidae.
Este género contém as seguintes espécies:
- Potamilus alatus
- Potamilus amphichaenus
- Potamilus capax
- Potamilus inflatus